# Malick Mané
Malick Mané, född 14 oktober 1988 i Ziguinchor, är en senegalesisk fotbollsspelare som senast spelade för kazakiska Atyrau. Han har tidigare spelat för Casa Sport, Sandefjord, Aktobe, Sogndal, IFK Göteborg, Central Coast Mariners, Hønefoss BK, Najran SC, Taraz, Nei Mongol Zhongyou FC, Akzhayik och Laçi.

## Karriär
Mané började spela fotboll i det lokala storlaget Casa Sport. Han spelade som 16-åring sin första ligamatch för klubben och gjorde två mål. Därefter blev det fem säsonger i Norge samt en utlåning till Kazakstan (Aktobe). 
Den 12 mars 2014 skrev Mané på ett fyraårskontrakt med IFK Göteborg. Han tilldelades tröjnummer 21. Han gjorde debut i Allsvenskan i premiären den 31 mars 2014 mot AIK. Matchen slutade med en 2–0-vinst för IFK och Mané gjorde även sitt första Allsvenska mål när han i den 86:e minuten gjorde 2–0-målet. I juli 2014 lånades Mané ut till australienska Central Coast Mariners. Låneavtalet var på ett år och därefter hade Central Coast Mariners en låne- samt köpoption på honom, men man valde istället att bryta kontraktet i förtid.
Efter att Mané brutit två låneavtal utan godkännande från IFK Göteborg släppte klubben honom från kontraktet. Han har även spelat en landskamp för Senegals landslag.

## Privatliv
Malick Mané har startat skolan Éric Academy Football i hemlandet Senegal. Skolan har fått namn efter Manés barndomsvän Éric som dog i cancer 2007.